# Jay-Z
Shawn Corey Carter (New York, 4 december 1969), beter bekend als Jay-Z, is een Amerikaans rapper, muziekproducent en ondernemer. Hij is tevens eigenaar van het platenlabel Roc Nation.
Jay-Z is een van de succesvolste hiphopartiesten en ondernemers in Amerika, met een nettovermogen van $ 1 miljard in 2019. Wereldwijd verkocht hij 40 miljoen albums, terwijl hij Grammy Awards kreeg voor zijn muziekwerk, en met vele andere, grote artiesten samenwerkte. Daarnaast runt hij een zakelijk imperium dat zich bezighoudt met of investeert in onder meer kleding, schoonheidsproducten, basketbal en horeca.

## Biografie

### Jeugd
Jay-Z werd geboren als Shawn Corey Carter in Marcy Projects, Brooklyn, New York en heeft een broer en twee zussen. Zijn vader Adnes Reeves verliet het gezin toen de rapper elf jaar oud was waarna zijn moeder er alleen voor stond in de opvoeding van haar vier kinderen. Jay-Z groeide op in de Marcy Projects, een wijk in Brooklyn en een van de gevaarlijkste buurten van de stad. Carter heeft zich vernoemd naar de 2 metrolijnen die door zijn buurt gingen: lijn J en lijn Z (Samen JZ- JAY Z). Hij ging naar George Westinghouse High School in Brooklyn. Na sluiting van die school ging hij naar Trenton Central High School in Trenton, New Jersey. Hij maakte zijn studie niet af.
Al jong werd hij geconfronteerd met geweld, diefstal en drugs. Hij dealde cocaïne en op twaalfjarige leeftijd schoot hij zijn broer in zijn schouder, nadat deze had geprobeerd zijn ring te stelen. Ook op Jay-Z zelf werden drie schoten gelost als afrekening in het drugscircuit, maar hij werd door geen van de kogels geraakt.

### Carrière

#### Solo
Op een bepaald moment besloot hij om de drugs af te zweren, en zich volledig op het rappen te richten. Hij had reeds een relatieve bekendheid als rapper opgebouwd, maar slaagde er niet in om een platencontract te bemachtigen. Daarop besloot Jay-Z om met vrienden Damon "Dame" Dash en Kareem "Biggs" Burke cd's te verkopen vanuit hun auto. Hieruit groeide zijn label Roc-A-Fella Records, officieel opgericht in 1995. Het duurde echter nog tot 1997 voordat hij zijn eerste hits scoorde: Ain't No Nigga/Dead Presidents, Can't Knock the Hustle en Feelin' It.
Jay-Z belandde midden in de grootste vete van de rapwereld tot dan toe: die tussen de West Coast en de East Coast (waartoe Jay-Z zelf behoorde). De vete startte tussen de rappers 2Pac van de West Coast en The Notorious B.I.G., die hij had leren kennen toen hij nog in Brooklyn woonde, van de East Coast. De vete resulteerde uiteindelijk in de dood van 2Pac in 1996 en The Notorious B.I.G. een jaar later. Dit was tevens het einde van de zogenaamde "oorlog". In 1999 stak Jay-Z muziekproducent Lance Rivera neer in een nachtclub, omdat hij meende dat Rivera had geprobeerd zijn zaken te ondermijnen; Jay-Z werd hiervoor veroordeeld tot drie jaar voorwaardelijke straf. Hij besefte hierdoor dat alles waarvoor hij had gewerkt in één klap kon worden weggeveegd. Hij wilde zijn leven juist op het rechte pad houden. Jay-Z legde zich vanaf dat moment volledig toe op zijn muzikale carrière en platenlabel. Iedere acht maanden bracht hij een nieuw album uit en hij werkte samen met artiesten als Pharrell Williams, Eminem, Coldplay, Mariah Carey, Foxy Brown, Babyface, Blackstreet, R. Kelly, Rihanna, Linkin Park en Beyoncé.
In 2003 zei hij zijn laatste soloalbum uit te brengen, The Black Album, om daarna met "pensioen" te gaan.
In 2006 blijkt Jay-Z toch niet te zijn gestopt met het maken van eigen albums. Hij komt met een nieuw album: Kingdom Come. In december 2006 dagen de advocaten van de Universal Music Group de News Corporation de eigenaren van Myspace voor de rechter omdat een lid van Myspace de nummers al op de website had geplaatst nog voordat het nieuwe Jay-Z-album uitkwam. Volgens Universal zou dit grote gevolgen hebben voor de verkoop van de cd.
Halverwege 2007 maakt Jay-Z bekend dat hij door het zien van de film American Gangster geïnspireerd raakte, waarna hij op 6 november een album uitbracht met nummers geïnspireerd op de film. De cd had net als de film de titel American Gangster.

#### Samenwerking
In 2003 werd hem door MTV gevraagd met welke rockartiest hij zou willen werken voor een mash-up. Hij koos voor Linkin Park en de samenwerking voelde zo goed aan, dat beide besloten tot een ep met mash-ups en een concert voor een klein publiek. Het album Collision Course kwam hieruit voort en de met een Grammy bekroonde single Numb/Encore werd een succes. In oktober van dat jaar zou Jay-Z een concert geven in Shanghai maar het concert werd verboden door de minister van cultuur. Deze wilde niet dat het publiek werd blootgesteld aan de grove teksten van Jay-Z. Het zou de eerste keer zijn dat de rapper in China zou optreden.
In de herfst van 2009 bracht Jay-Z het laatste gedeelte van de Blueprint-trilogie uit, met D.O.A. (Death of Auto-Tune) en Run This Town met Rihanna en Kanye West als eerste singles. De grootste hit van dat album zou echter Empire State of Mind (met Alicia Keys) worden, zijn ode aan New York. Zij spelen het nummer live in Yankee Stadium, voorafgaand aan de tweede wedstrijd van de World Series in 2009.
In augustus 2011 kwam zijn album Watch the Throne uit, een samenwerkingsverband met Kanye West, met wie hij ook op tournee ging. Ook is hij te horen in het nummer Talk That Talk van Rihanna dat staat op het gelijknamige album. Het nummer werd de derde officiële single van het album en kreeg positieve commentaren.

#### Zakelijk
Nooit werkte Jay-Z mee op albums van andere artiesten, maar legde zich vooral toe op het produceren en aantrekken van andere muzikanten voor zijn label Roc-A-Fella. Daarnaast heeft hij een inmiddels omvangrijk zakenimperium opgezet. Jay-Z is mede-eigenaar van The 40/40 Club, is aandeelhouder van de NBA's Brooklyn Nets, investeert in producenten van schoonheidsproducten, zette kledinglijn Roc-A-wear, bezit zijn eigen filmmaatschappij en bovendien heeft hij eigen merken voor cognac (D'Ussé) en champagne (Armand de Brignac). Hij werd ook aangesteld als CEO van platenmaatschappij Def Jam Recordings.

### Privéleven
Op 4 april 2008 trouwde Jay-Z in besloten kring met Beyoncé Knowles in New York. Zij kregen op 7 januari 2012 een dochter, Blue Ivy Carter. Op 9 januari 2012 bracht Jay-Z het lied "Glory" uit, dat aan het kind is opgedragen. Omdat aan het eind van het liedje het gehuil van Blue Ivy Carter te horen is, wordt ze op de cd-hoes vermeld, meestal als "B.I.C.". Twee dagen oud is zij, samen met Aisha, de dochter van Stevie Wonder in het lied Isn't She Lovely? uit 1976, een van de jongste die ooit in de Amerikaanse Billboard-lijst stonden.
In juni 2017 kregen Jay-Z en Beyoncé een tweeling.

## Discografie

### Albums
| Album met eventuele hitnotering(en) in de Nederlandse Album Top 100 | Datum van verschijnen | Datum van binnenkomst | Hoogste positie | Aantal weken | Opmerkingen                   |
| ------------------------------------------------------------------- | --------------------- | --------------------- | --------------- | ------------ | ----------------------------- |
| Reasonable doubt                                                    | 25-06-1996            | -                     |                 |              |                               |
| In my lifetime                                                      | 04-11-1997            | -                     |                 |              |                               |
| Vol.2... Hard knock life                                            | 29-09-1998            | 26-12-1998            | 77              | 7            |                               |
| Life and time of S. Carter                                          | 28-12-1999            | -                     |                 |              |                               |
| Roc la familia                                                      | 31-10-2000            | -                     |                 |              |                               |
| The blueprint                                                       | 11-09-2001            | 22-09-2001            | 51              | 5            |                               |
| Unplugged                                                           | 18-12-2001            | -                     |                 |              |                               |
| The best of both worlds                                             | 15-05-2002            | 30-03-2002            | 12              | 12           | met R. Kelly                  |
| The blueprint 2: The gift and the curse                             | 12-11-2002            | 18-01-2003            | 66              | 8            |                               |
| The black album                                                     | 14-11-2003            | 29-11-2003            | 66              | 9            |                               |
| Unfinished business                                                 | 26-10-2004            | 30-10-2004            | 60              | 3            | met R. Kelly                  |
| Collision course                                                    | 30-11-2004            | 04-12-2004            | 9               | 31           | met Linkin Park               |
| Kingdom come                                                        | 2006                  | 25-11-2006            | 71              | 4            |                               |
| American gangster                                                   | 2007                  | 10-11-2007            | 64              | 1            |                               |
| The blueprint 3                                                     | 11-09-2009            | 19-09-2009            | 12              | 26           |                               |
| Watch the throne                                                    | 12-08-2011            | 13-08-2011            | 3               | 10           | met Kanye West                |
| Magna Carta... Holy Grail                                           | 04-07-2013            | -                     |                 |              |                               |
| 4:44                                                                | 30-06-2017            | -                     |                 |              |                               |
| Everything Is Love                                                  | 16-06-2018            | 23-06-2018            | 4               | 1*           | als The Carters / met Beyoncé |

| Album met hitnotering(en) in de Vlaamse Ultratop 200 albums | Datum van verschijnen | Datum van binnenkomst | Hoogste positie | Aantal weken | Opmerkingen     |
| ----------------------------------------------------------- | --------------------- | --------------------- | --------------- | ------------ | --------------- |
| The black album                                             | 2003                  | 24-01-2004            | 97              | 1            |                 |
| Collision course                                            | 2004                  | 11-12-2004            | 19              | 25           | met Linkin Park |
| American gangster                                           | 2007                  | 24-11-2007            | 88              | 1            |                 |
| The blueprint 3                                             | 2009                  | 19-09-2009            | 25              | 13           |                 |
| Watch the throne                                            | 2011                  | 20-08-2011            | 7               | 8            | met Kanye West  |
| The hits collection - Volume one                            | 2013                  | 26-01-2013            | 121             | 3            |                 |
| Magna carta... Holy grail                                   | 2013                  | 20-07-2013            | 8               | 1*           |                 |

### Singles
| Single met eventuele hitnotering(en) in de Nederlandse Top 40 | Datum van verschijnen | Datum van binnenkomst | Hoogste positie | Aantal weken | Opmerkingen                                                       |
| ------------------------------------------------------------- | --------------------- | --------------------- | --------------- | ------------ | ----------------------------------------------------------------- |
| I'll Be                                                       | 1997                  | 19-07-1997            | 32              | 3            | met Foxy Brown / Nr. 33 in de Single Top 100                      |
| (Always Be My) Sunshine                                       | 1997                  | 13-12-1997            | tip9            | -            | met Babyface & Foxy Brown / Nr. 66 in de Single Top 100           |
| The City Is Mine                                              | 1998                  | 05-09-1998            | tip8            | -            | met Blackstreet / Nr. 51 in de Single Top 100                     |
| Hard Knock Life (Ghetto Anthem)                               | 1998                  | 12-12-1998            | 5               | 9            | Nr. 6 in de Single Top 100                                        |
| Can I Get A...                                                | 1999                  | 17-04-1999            | 34              | 6            | met Amil & Ja Rule / Nr. 30 in de Single Top 100                  |
| Heartbreaker                                                  | 1999                  | 02-10-1999            | 7               | 15           | met Mariah Carey / Nr. 7 in de Single Top 100                     |
| Anything                                                      | 2000                  | 12-02-2000            | tip11           | -            |                                                                   |
| I Just Wanna Love U (Give It 2 Me)                            | 2001                  | 06-01-2001            | tip5            | -            | Nr. 61 in de Single Top 100                                       |
| Fiesta (Remix)                                                | 2001                  | 21-04-2001            | tip2            | -            | met R. Kelly / Nr. 48 in de Single Top 100                        |
| Izzo (H.O.V.A.)                                               | 2001                  | 13-10-2001            | tip9            | -            | Nr. 69 in de Single Top 100                                       |
| Jigga That Nigga                                              | 2001                  | 16-01-2001            | tip3            | -            |                                                                   |
| Girls, Girls, Girls                                           | 2002                  | 09-02-2002            | tip13           | -            |                                                                   |
| Honey                                                         | 2002                  | 04-05-2002            | tip11           | -            | met R. Kelly                                                      |
| '03 Bonnie & Clyde                                            | 2003                  | 01-02-2003            | 9               | 9            | met Beyoncé / Nr. 5 in de Single Top 100 / Alarmschijf            |
| Excuse Me Miss                                                | 2003                  | 12-04-2003            | tip16           | -            |                                                                   |
| Crazy in Love                                                 | 2003                  | 21-06-2003            | 2               | 14           | met Beyoncé / Nr. 2 in de Single Top 100 / Alarmschijf            |
| Frontin'                                                      | 2003                  | 19-07-2003            | 24              | 6            | met Pharrell Williams / Nr. 21 in de Single Top 100               |
| Change Clothes                                                | 2003                  | 17-01-2004            | 18              | 5            | met Pharrell Williams / Nr. 40 in de Single Top 100 / Alarmschijf |
| 99 Problems                                                   | 2004                  | 07-08-2004            | tip11           | -            |                                                                   |
| Numb / Encore                                                 | 2004                  | 11-12-2004            | 5               | 16           | met Linkin Park / Nr. 5 in de Single Top 100 / Alarmschijf        |
| Déjà Vu                                                       | 2006                  | 05-08-2006            | 17              | 9            | met Beyoncé / Nr. 13 in de Single Top 100 / Alarmschijf           |
| Umbrella                                                      | 2007                  | 26-05-2007            | 2               | 19           | met Rihanna / Nr. 2 in de Single Top 100 / Alarmschijf            |
| Lost!                                                         | 2008                  | 29-11-2008            | 15              | 5            | met Coldplay / Nr. 39 in de Single Top 100                        |
| Run This Town                                                 | 2009                  | 12-09-2009            | 10              | 11           | met Rihanna & Kanye West / Nr. 30 in de Single Top 100            |
| Empire State of Mind                                          | 2009                  | 24-10-2009            | 2               | 26           | met Alicia Keys / Nr. 2 in de Single Top 100 / Alarmschijf        |
| Young Forever                                                 | 2010                  | 20-02-2010            | tip2            | -            | met Mr Hudson / Nr. 50 in de Single Top 100                       |
| H.A.M                                                         | 17-01-2011            | -                     |                 |              | met Kanye West / Nr. 53 in de Single Top 100                      |
| Otis                                                          | 25-07-2011            | -                     |                 |              | met Kanye West & Otis Redding / Nr. 73 in de Single Top 100       |
| Talk That Talk                                                | 12-01-2012            | 11-02-2012            | 29              | 5            | met Rihanna / Nr. 61 in de Single Top 100 / Alarmschijf           |
| Niggas in Paris                                               | 13-02-2012            | 30-06-2012            | 37              | 4            | met Kanye West / Nr. 28 in de Single Top 100                      |
| Clique                                                        | 2012                  | -                     |                 |              | met Kanye West & Big Sean / Nr. 85 in de Single Top 100           |
| Suit & Tie                                                    | 14-01-2013            | 26-01-2013            | 18              | 7            | met Justin Timberlake / Nr. 10 in de Single Top 100               |
| Holy Grail                                                    | 2013                  | -                     |                 |              | met Justin Timberlake / Nr. 83 in de Single Top 100               |
| Drunk in Love                                                 | 2013                  | 01-03-2014            | 36              | 3            | met Beyoncé / Nr. 56 in de Single Top 100                         |
| Apeshit                                                       | 2018                  | 23-06-2018            | tip5            | -            | met Beyonce / als The Carters / Nr. 81 in de Single Top 100       |

| Single met hitnotering(en) in de Vlaamse Ultratop 50 | Datum van verschijnen | Datum van binnenkomst | Hoogste positie | Aantal weken | Opmerkingen                                          |
| ---------------------------------------------------- | --------------------- | --------------------- | --------------- | ------------ | ---------------------------------------------------- |
| Hard Knock Life (Ghetto Anthem)                      | 1998                  | 09-01-1999            | 11              | 9            | Nr. 11 in de Radio 2 Top 30                          |
| Fiesta (Remix)                                       | 2001                  | 23-06-2001            | 36              | 6            | met R. Kelly                                         |
| Honey                                                | 2002                  | 25-05-2002            | tip14           | -            | met R. Kelly                                         |
| '03 Bonnie & Clyde                                   | 2003                  | 25-01-2003            | 12              | 11           | met Beyoncé                                          |
| Crazy in Love                                        | 2003                  | 05-07-2003            | 5               | 17           | met Beyoncé                                          |
| Frontin'                                             | 2003                  | 23-08-2003            | 33              | 7            | met Pharrell Williams                                |
| Change Clothes                                       | 2004                  | 24-12-2003            | tip3            | -            | met Pharrell Williams                                |
| Numb / Encore                                        | 2004                  | 18-12-2004            | 7               | 19           | met Linkin Park                                      |
| Déjà Vu                                              | 2006                  | 02-09-2006            | 8               | 12           | met Beyoncé / Nr. 18 in de Radio 2 Top 30            |
| Umbrella                                             | 2007                  | 02-06-2007            | 1(3wk)          | 33           | met Rihanna / Platina                                |
| Lost!                                                | 2008                  | 28-06-2008            | 34              | 2            | met Coldplay                                         |
| Run This Town                                        | 2009                  | 12-09-2009            | 28              | 10           | met Rihanna & Kanye West                             |
| Empire State of Mind                                 | 2009                  | 21-11-2009            | 4               | 25           | met Alicia Keys / Nr. 24 in de Radio 2 Top 30 / Goud |
| Stranded (Haiti mon amour)                           | 2010                  | 30-01-2010            | 39              | 2            | met Bono, The Edge en Rihanna                        |
| Young Forever                                        | 2010                  | 13-02-2010            | tip3            | -            | met Mr Hudson                                        |
| Otis                                                 | 2011                  | 13-08-2011            | tip5            | -            | met Kanye West & Otis Redding                        |
| Niggas in Paris                                      | 2012                  | 10-03-2012            | 17              | 33*          | met Kanye West                                       |
| Talk That Talk                                       | 2012                  | 17-03-2012            | tip4            | -            | met Rihanna                                          |
| No Church in the Wild                                | 28-05-2012            | 30-06-2012            | 40              | 4            | met Kanye West & Frank Ocean                         |
| Clique                                               | 2012                  | 29-09-2012            | tip6            | -            | met Kanye West & Big Sean                            |
| Suit & Tie                                           | 2013                  | 25-01-2013            | 9               | 10           | met Justin Timberlake                                |
| Holy Grail                                           | 2013                  | 27-07-2013            | 26              | 13           | met Justin Timberlake                                |
| Drunk in Love                                        | 2013                  | 04-01-2014            | 13              | 16           | met Beyoncé                                          |
| Pop Style                                            | 2016                  | 16-04-2016            | tip             | -            | met Kanye West en Drake                              |
| Shining                                              | 2017                  | 25-02-2017            | tip17           | -            | met DJ Khaled en Beyoncé                             |
| 4:44                                                 | 2017                  | 22-07-2017            | 45              | 1            |                                                      |
| Top Off                                              | 2018                  | 10-03-2018            | tip             | -            | met DJ Khaled, Future en Beyoncé                     |
| Apeshit                                              | 2018                  | 30-06-2018            | 37              | 4            | met Beyoncé / als The Carters                        |

### NPO Radio 2 Top 2000
| Nummers met noteringen in de NPO Radio 2 Top 2000 | '14  | '15  | '16  | '17  | '18  | '19  | '20  | '21  | '22  | '23  | '24  |
| ------------------------------------------------- | ---- | ---- | ---- | ---- | ---- | ---- | ---- | ---- | ---- | ---- | ---- |
| Crazy in Love (met Beyoncé)                       | 1604 | 1807 | 1570 | 1947 | 1245 | 1553 | 1649 | 1992 | 1939 | 1567 | 1891 |
| Empire State of Mind (met Alicia Keys)            | -    | 328  | 1040 | 991  | 756  | 782  | 309  | 358  | 392  | 386  | 295  |
| Niggas in Paris (met Kanye West)                  | -    | -    | 1675 | 1908 | 1349 | 1596 | 1499 | 1374 | 1524 | 1159 | 1349 |
| Numb/Encore (met Linkin Park)                     | -    | 631  | 772  | 405  | 497  | 590  | 620  | 580  | 586  | 611  | 492  |

1. ↑  Een '-' betekent dat het nummer niet was genoteerd en een vetgedrukt getal geeft de hoogste notering van een nummer aan.
2. ↑  2014 was het eerste jaar met een notering voor Jay-Z.

## Grammy Awards

### Gewonnen
- 1999: Best Rap Album: Vol. 2... Hard Knock Life
- 2001: Best Rap Performance By A Duo Or Group: Big Pimpin (met UGK)
- 2004: Best R&B Song: Crazy In Love (met Beyoncé)
- 2004: Best Rap/Sung Collaboration: Crazy In Love (met Beyoncé)
- 2005: Best Rap Solo Performance: 99 Problems
- 2006: Best Rap/Sung Collaboration: Numb/Encore (met Linkin Park)
- 2012: Best Rap Performance: Otis (met Kanye West) (Ft. Otis Redding)
- 2014: Best Rap/Sung Collaboration: Holy Grail (met Justin Timberlake)

### Nominaties
- 1999: Best Rap Solo Performance: Hard Knock Life
- 1999: Best Rap Performance By A Duo Or Group: Money Ain't A Thang (met JD)
- 2001: Best Rap Album: Vol. 3: The Life And Times Of S. Carter
- 2002: Best Rap Performance By A Duo Or Group: Change The Game (met Beanie Sigel, Memphis Bleek & Static)
- 2002: Best Rap Solo Performance: Izzo (H.O.V.A.)
- 2003: Best Male Rap Solo Performance: Song Cry
- 2004: Best Rap Album: The Blueprint 2: The Gift & Curse
- 2004: Best Rap Song: Excuss Me Miss (met Pharrell Williams)
- 2004: Best Rap/Sung Collaboration: Frontin (met Pharrell Williams)
- 2004: Record Of The Year: Crazy In Love (met Beyoncé)
- 2005: Best Rap Album: The Black Album
- 2005: Best Rap Song: 99 Problems
- 2013: Best Record of the Year
- 2014: Best Rap/Sung Collaboration: Holy Grail (met Justin Timberlake)